# María Elba Veleiro Fernández
María Elba Veleiro Fernández   (Vilagarcía de Arousa, 1955) és una metgessa i política gallega del Partit dels Socialistes de Galícia (PSdeG). Va ser alcaldessa de Vilalba entre el 2019 i el 2023.
A les eleccions municipals del 2019, la seva candidatura al PSdeG va ser la més votada, amb vuit regidors. Va ser la primera vegada, des de les primeres eleccions municipals de 1979, que el Partit Popular de Galícia no guanyava l'alcaldia d'aquest municipi. Va ser elegida alcaldessa el 15 de juny amb el suport del partit de Vilalba Aberta (VA). Va ser renovada en el càrrec l'any 2023 amb el suport de VA i el Bloc Nacionalista Gallec (que va romandre fora del govern municipal), però va dimitir l'octubre d'aquell mateix any per tornar a la medicina.
Va formar part de la llista del PSOE a les eleccions al Parlament Europeu de 2024, com a número 50.